# Hypomagnésémie
L'hypomagnésémie est un déséquilibre électrolytique qui se traduit par un faible niveau de magnésium dans le sang.
Le niveau normal de magnésium se situe entre 1,6 et 2,6 mg/dl (0,66 - 1,08 mmol/l), un taux inférieur à 1,2 mg/dl (0,5 mmol/l) définissant l'hypomagnésémie.
Les symptômes de l'hypomagnésémie sont notamment des tremblements, le nystagmus, les crises d'épilepsie et l'arrêt cardiaque, y compris les torsades de pointe.